# Kocin (województwo lubuskie)
Kocin – wieś w Polsce, położona w województwie lubuskim, w powiecie żagańskim, w gminie Żagań.
W latach 1975–1998 wieś administracyjnie należała do województwa zielonogórskiego.

## Demografia
Liczba mieszkańców miejscowości w poszczególnych latach:
| Rok  | Ilość mieszkańców |
| ---- | ----------------- |
| 1998 | 138               |
| 2002 | 83                |
| 2009 | 75                |
| 2011 | 72                |
| 2021 | 80                |